# ক়
Cette page contient des caractères spéciaux ou non latins. S’ils s’affichent mal (▯, ?, etc.), consultez la page d’aide Unicode.
ক়, appelé qa et transcrit q, est une consonne de l’alphasyllabaire bengali utilisée dans certains ouvrages linguistiques bengalis ou dans la transcription ISO 15919. Elle est formée d’un ka ‹ ক › avec un point souscrit.

## Utilisation
Dans la transcription ISO 15919, qa représente une consonne occlusive uvulaire sourde [q] et est utilisée dans la transcription de mots étrangers avec cette consonne, comme par exemple le mot arabe قاف [qaːf] transcrit ‹ ক়াফ্ ›.

## Représentations informatiques
Ses caractères Unicode sont, :
| formes | représentations | chaînes de caractères | points de code       | descriptions                                                      |
| ------ | --------------- | --------------------- | -------------------- | ----------------------------------------------------------------- |
| pleine | ক়               | ক়                     | U+0995 U+09BC        | lettre bengali ka, symbole bengali noukta                         |
| morte  | ক়्               | ক়◌्                    | U+0995 U+09BC U+094D | lettre bengali ka, symbole bengali noukta, symbole bengali virama |